# Леліс
Леліс (пол. Lelis) — село в Польщі, у гміні Леліс Остроленцького повіту Мазовецького воєводства.
Населення — 837 осіб (2011).
У 1975-1998 роках село належало до Остроленцького воєводства.

## Демографія
Демографічна структура станом на 31 березня 2011 року:
|          | Загалом | Допрацездатний вік | Працездатний вік | Постпрацездатний вік |
| -------- | ------- | ------------------ | ---------------- | -------------------- |
| Чоловіки | 421     | 111                | 292              | 18                   |
| Жінки    | 416     | 109                | 255              | 52                   |
| Разом    | 837     | 220                | 547              | 70                   |